# The Warren Brothers
 (septembre 2016).
Si vous disposez d'ouvrages ou d'articles de référence ou si vous connaissez des sites web de qualité traitant du thème abordé ici, merci de compléter l'article en donnant les références utiles à sa vérifiabilité et en les liant à la section « Notes et références ».
The Warren Brothers est un duo musical américain de musique country composé des frères Brett (leader vocal, guitare acoustique, harmonica, mandoline, piano) et de Brad Warren (chœur, guitare acoustique, guitare électrique).
Signé chez BNA Records, le duo fit ses débuts sur la scène country en 1998 avec la sortie de leur premier album Beautiful Day in the Cold Cruel World suivi en 2000, 2004 et 2005 de King of Nothing, Well Deserved Obscurity et Barely Famous Hits.

## Histoire
Brad et Brett Warren grandirent à Tampa. Ils commencèrent la musique dans un petit groupe local de rock chrétien appelé St. Warren.
Plus tard, en 1997, le duo signa son premier album chez BNA Records. Beautiful Day in the Cold Cruel World sortit en 1998, produira trois titres single qui se classèrent tous dans le top 30 des charts country.
Ils continuèrent en 2000 avec la sortie de leur meilleur album, King of Nothing. Ils furent découverts par Faith Hill qui, avec son mari Tim McGraw les prirent pour la première partie de leur tournée Soul2Soul Tour en 2000. De l'album sera extrait leurs plus grands succès ; "That's the Beat of a Heart" (en collaboration avec Sara Evans) et "Move On".
Suivra leur troisième album Well Deserved Obscurity en 2004 et une compilation Barely Famous Hits en 2005. Les frères furent engagés cette même année par la CMT pour leur propre émission de télé réalité appelée Barely Famous: The Warren Brothers. Ils servirent également de membres du jury dans la première saison de l'émission Nashville Star.
Les Warren Brothers ont depuis coécrit plusieurs singles pour d'autres artistes dont Tim McGraw ("If You're Reading This"), Faith Hill ("The Lucky One", "Red Umbrella"), Martina McBride ("Anyway", "How I Feel"), et Dierks Bentley ("Feel That Fire"). "Feel That Fire" est le premier titre écrit par les frères à atteindre la première place.

## Discographie

### Albums
| 1998                                          | Beautiful Day in the Cold Cruel World - Released: 27 octobre 1998 - Label: BNA Records | 73 | —  |
| 2000                                          | King of Nothing - Released: 12 septembre 2000 - Label: BNA Records                     | 34 | 43 |
| 2004                                          | Well Deserved Obscurity - Released: 6 avril 2004 - Label: Sig/429                      | —  | —  |
| 2005                                          | Barely Famous Hits - Released: 2 août 2005 - Label: BNA Records                        | 35 | 6  |
| "—" signifie que l'album ne s'est pas classé. |                                                                                        |    |    |

### Singles
| 1998                                                                                    | "Guilty"                                       | 34 | 115 | 30 | Beautiful Day in the Cold Cruel World |
| 1999                                                                                    | "Better Man"                                   | 32 | —   | 46 | Beautiful Day in the Cold Cruel World |
| 1999                                                                                    | "She Wants to Rock"                            | 37 | —   | 61 | Beautiful Day in the Cold Cruel World |
| 2000                                                                                    | "That's the Beat of a Heart" (avec Sara Evans) | 22 | 113 | 38 | King of Nothing                       |
| 2001                                                                                    | "Move On"                                      | 17 | 105 | *  | King of Nothing                       |
| 2001                                                                                    | "Where Does It Hurt"                           | 33 | —   | *  | King of Nothing                       |
| 2003                                                                                    | "Hey Mr. President"                            | 28 | —   | *  | single only                           |
| 2003                                                                                    | "Break the Record"                             | 54 | —   | *  | single only                           |
| 2003                                                                                    | "Sell a Lot of Beer"                           | 51 | —   | *  | Well Deserved Obscurity               |
| 2004                                                                                    | "Change"                                       | —  | —   | —  | Well Deserved Obscurity               |
| 2005                                                                                    | "Sell a Lot of Beer" (réédité)                 | 59 | —   | —  | Well Deserved Obscurity               |
| "—" signifie que l'album ne s'est pas classé. * signifie que le classement est inconnu. |                                                |    |     |    |                                       |

### Clips vidéos
| Année | Titre                                          | Réalisateur                 |
| ----- | ---------------------------------------------- | --------------------------- |
| 1998  | "Guilty"                                       | Susan Johnson               |
| 1999  | "Better Man"                                   | Susan Johnson               |
| 1999  | "She Wants to Rock"                            | Brent Hedgecock             |
| 2000  | "That's the Beat of a Heart" (avec Sara Evans) | Shaun Silva                 |
| 2004  | "Sell a Lot of Beer"                           | Jason Morgan/Robert Zazzali |
| 2005  | "Change"                                       | Shaun Silva                 |